# چهل و یکمین دوره جشنواره بین‌المللی فیلم فجر
چهل و یکمین جشنواره بین‌المللی فیلم فجر از ۱۲ تا ۲۲ بهمن ۱۴۰۱ در تهران در دو بخش ملی و بین‌المللی برگزار شد. 
در ۱۹ تیر ۱۴۰۱ با انتشار فراخوان، کار چهل و یکمین دوره فیلم فجر آغاز شد، همچنین ثبت نام از آثار متقاضی بخش بین‌الملل از ۱۵ شهریور و بخش ملی از اول آبان آغاز شده و تا پایان آبان ماه ادامه داشته‌است.
اعضای هیئت داوران بخش سودای سیمرغ شامل پرویز شیخ‌طادی، مجید اسماعیلی، ابراهیم حاتمی‌کیا، محمود رضوی، محمدتقی فهیم، مسعود نقاش‌زاده و محمدرضا شریفی‌نیا هستند.

## برندگان و نامزدها

### سیمرغ بلورین

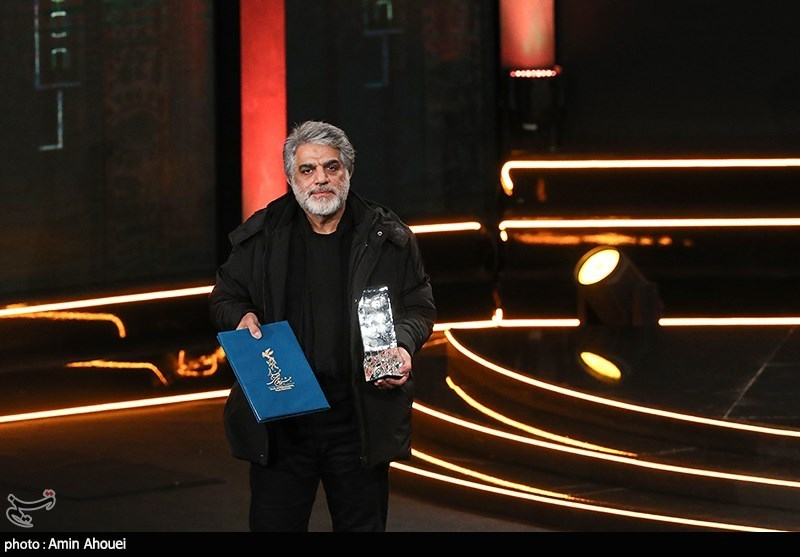
محمدعلی باشه آهنگر، برنده سیمرغ بهترین کارگردانی

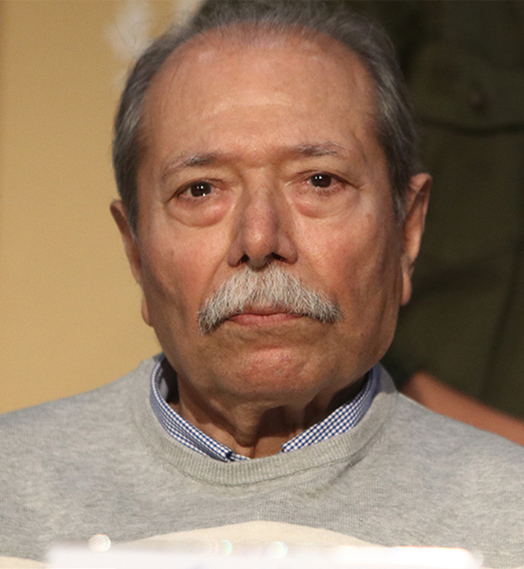
علی نصیریان، یکی از برندگان سیمرغ بهترین بازیگر نقش اول مرد

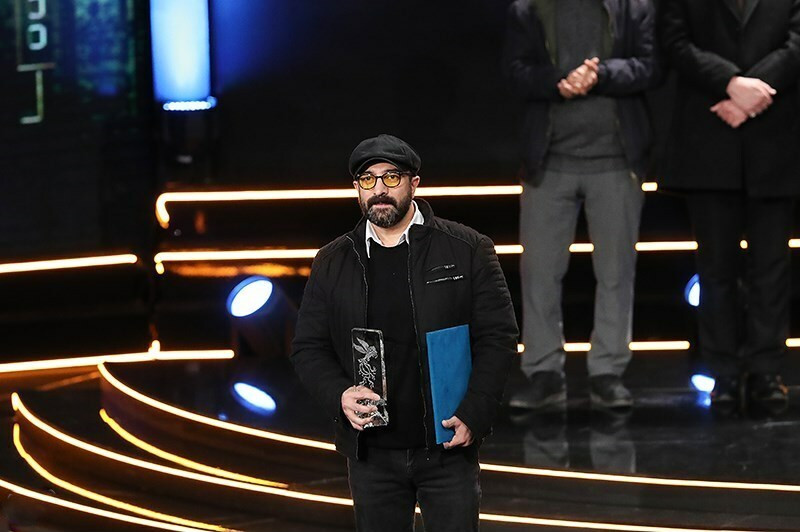
مجید صالحی، یکی از برندگان سیمرغ بهترین بازیگر نقش اول مرد

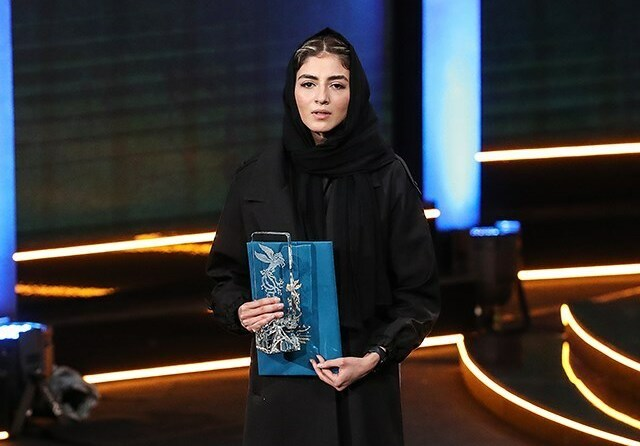
پردیس پورعابدینی، برنده سیمرغ بهترین بازیگر نقش اول زن

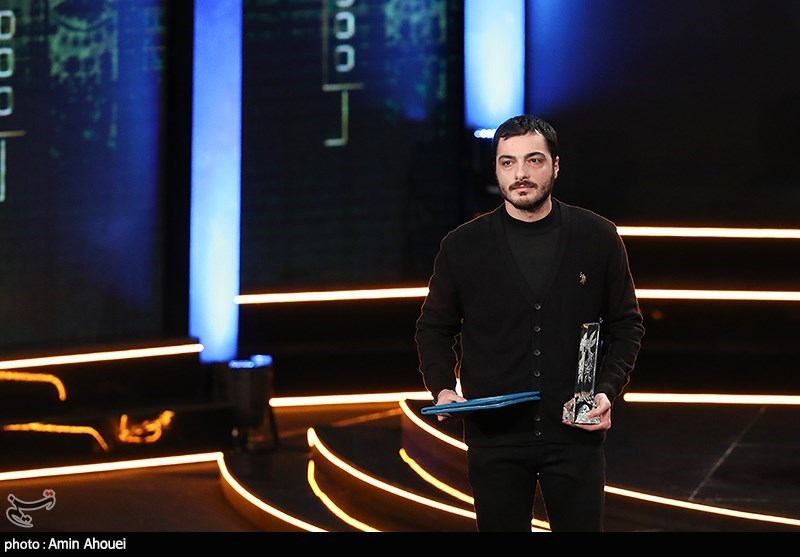
سجاد بابایی، برنده سیمرغ بهترین بازیگر نقش مکمل مرد

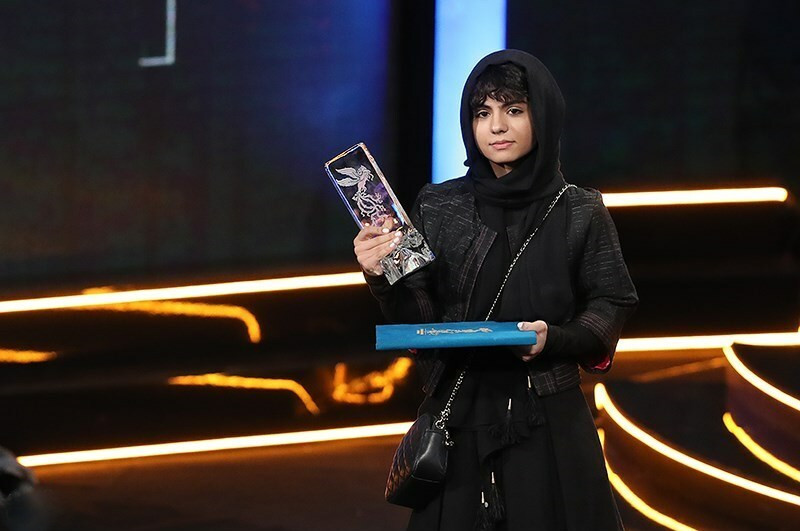
سارا حاتمی، برنده سیمرغ بهترین بازیگر نقش مکمل زن

در ۲۱ بهمن ۱۴۰۱ اسامی نامزدهای بخش سودای سیمرغ اعلامو در ۲۲ بهمن برنده‌های سیمرغ بلورین به شرح زیر اعلام شد:
| بهترین فیلم | بهترین کارگردانی |
| --- | --- |
| - سینما متروپل - سید حامد حسینی - بچه زرنگ - حامد جعفری - شماره ۱۰ - ابراهیم اصغری - در آغوش درخت - محمدرضا مصباح - اتاقک گلی - داود صبوری - کت چرمی - کامران حجازی - یادگار جنوب - مجتبی رشوند | - محمدعلی باشه‌آهنگر - سینما متروپل - حسین میرزامحمدی - کت چرمی - محمد عسگری - اتاقک گلی - هادی محمدیان، بهنود نکویی و محمدجواد جنتی - بچه زرنگ - بابک خواجه‌پاشا - در آغوش درخت - حمید زرگرنژاد - شماره ۱۰ - محمدحسین لطیفی - غریب |
| بهترین بازیگر نقش اول مرد | بهترین بازیگر نقش اول زن |
| - علی نصیریان - هفت بهار نارنج - مجید صالحی - شماره ۱۰ - تورج الوند - اتاقک گلی - مصطفی زمانی - عطرآلود - میرسعید مولویان - جنگل پرتقال - جواد عزتی - کت چرمی - وحید رهبانی - یادگار جنوب | - پردیس پورعابدینی - غریب - مارال بنی‌آدم - در آغوش درخت - هدی زین‌العابدین - عطرآلود - ژاله صامتی - سرهنگ ثریا - سارا بهرامی - جنگل پرتقال - نوشین مسعودیان - سینما متروپل                                                         |
| بهترین بازیگر نقش مکمل مرد | بهترین بازیگر نقش مکمل زن |
| - سجاد بابایی - استاد - هومن برق‌نورد - سینما متروپل (دیپلم افتخار) - فرهاد قائمیان - غریب (دیپلم افتخار) - پژمان جمشیدی - یادگار جنوب (دیپلم افتخار) - مهران احمدی - غریب - روح‌الله زمانی - در آغوش درخت - امیر جعفری - آنها مرا دوست داشتند                                                                                            | - سارا حاتمی - کت چرمی - ستاره پسیانی - کت چرمی - پریوش نظریه - سینما متروپل - پانته‌آ پناهی‌ها - بعد از رفتن - غزل شاکری - روایت ناتمام سیما - سحر دولتشاهی - یادگار جنوب - رؤیا تیموریان - کت چرمی                                |
| بهترین فیلمنامه | بهترین فیلم‌برداری |
| - بابک خواجه‌پاشا - در آغوش درخت - علی رمضان - بچه زرنگ - حمید زرگرنژاد - شماره ۱۰ - مسعود هاشمی‌نژاد - کت چرمی - محمدعلی باشه‌آهنگر و حامد باشه‌آهنگر - سینما متروپل - پدرام پورامیری و حسین دوماری - یادگار جنوب | - علیرضا زرین‌دست - سینما متروپل - فرشاد محمدی - اتاقک گلی - آرمان فیاض - کت چرمی - روزبه رایگا - عطرآلود - حسن پویا - شماره ۱۰ - میلاد پرتو - یادگار جنوب                                                                         |
| بهترین تدوین | بهترین موسیقی متن |
| - میثم مولایی - چرا گریه نمی‌کنی؟ - عماد خدابخش - کت چرمی - حسن ایوبی - بچه زرنگ - میثم مولایی - اتاقک گلی - حمید باشه‌آهنگر - سینما متروپل - پویان شعله‌ور - یادگار جنوب - مستانه مهاجر - وابل | - مسعود سخاوت‌دوست - عطرآلود و شماره ۱۰ - امیر توسلی - بچه زرنگ - پیام آزادی - هفت بهار نارنج - کارن همایون‌فر - روایت ناتمام سیما - بهزاد عبدی - سرهنگ ثریا                                                                        |
| بهترین صدا | |
| - امیر نوبخت صدابردار و علیرضا علویان صداگذار - یادگار جنوب - بهمن اردلان صدابردار و صداگذار - اتاقک گلی - حسین ابوالصدق صداگذار - بچه زرنگ - مسیح حدپور سراج (صدابردار) مهدی جواهرزاده (صداگذار) - در آغوش درخت - عباس رستگارپور (صدابردار) و حسین ابوالصدق صداگذار - سینما متروپل - فرخ فدایی صدابردار و آرش قاسمی صداگذار - شماره ۱۰ | |
| بهترین چهره‌پردازی | بهترین طراحی لباس |
| - شهرام خلج - غریب و شماره ۱۰ - امید گلزاده - آنها مرا دوست داشتند - مونا جعفری - یادگار جنوب - عبدالله اسکندری - وابل - شهرام خلج - اتاقک گلی | - سارا سمیعی - یادگار جنوب - فاطمه صفری - اتاقک گلی - محمدرضا شجاعی - غریب - عباس بلوندی و مهدی قوچانی - سینما متروپل - آرام موسوی - وابل                                                                                         |
| بهترین طراحی صحنه | بهترین جلوه‌های ویژه میدانی |
| - محمدرضا شجاعی - شماره ۱۰ و غریب - محسن خدابخش - اتاقک گلی - آیدین ظریف - گل‌های باوارده - عباس بلوندی - سینما متروپل - محمدرضا میرزامحمدی - عطرآلود | - حمید رسولیان - غریب - محسن روزبهانی - اتاقک گلی - محسن روزبهانی - سینما متروپل - ایمان کرمیان - گل‌های باورده - محمدرضا ترکمان - شماره ۱۰                                                                                        |
| بهترین جلوه‌های ویژه بصری | بهترین فیلم از نگاه ملی |
| - حسن ایزدی - گل‌های باوارده - امیر ولی‌خانی - غریب (دیپلم افتخار) - محمد برادران - سرهنگ ثریا و عطرآلود - کامیار شفیع‌پور - سینما متروپل | - محمدحسین لطیفی - غریب |
| جایزهٔ ویژهٔ هیئت داوران | بهترین فیلم اول |
| - اتاقک گلی - داود صبوری | - اتاقک گلی - محمد عسگری - در آغوش درخت - بابک خواجه‌پاشا - سرهنگ ثریا - لیلی عاج (دیپلم افتخار) - جنگل پرتقال - آرمان خوانساریان - بعد از رفتن - رضا نجاتی - کت چرمی - حسین میرزامحمدی                                            |

### فیلم کوتاه داستانی
| بهترین فیلم کوتاه |
| --- |
| - برنو - محمد ثریا (تهیه‌کننده و کارگردان) - رنگارنگ - محمدرضا مرادی (تهیه‌کننده و کارگردان) - مریضخانه مرکزی - نیلوفر زیوردار (تهیه‌کننده)؛ وحید نامی، نوید نامی (کارگردان) - نوشابه مشکی - محمد جواد محمد (تهیه‌کننده)؛ محمد پایدار (کارگردان) |

### مستند
| بهترین فیلم مستند |
| --- |
| - دنیای وحشی زاگرس - فرشاد افشین‌پور (تهیه‌کننده و کارگردان) - ۶۴۱۰ روز اسارت - سید مصطفی موسوی‌تبار (تهیه‌کننده)؛ زهره نجف زاده (کارگردان) - غیر مسکونی - مسعود زارعیان (تهیه‌کننده و کارگردان) |

### مسابقه تبلیغات
| بهترین پوستر                                                                | بهترین تیزر و آنونس                                                          |
| --------------------------------------------------------------------------- | ---------------------------------------------------------------------------- |
| - محمد روح‌الامین - بیرو - محمد موحدنیا - طلاخون - میثم میرزایی - مرد بازنده | - کیومرث بیک زند - تی تی - امین سلمانی - بی‌صدا حلزون - امید میرزایی - دوزیست |

### جوایز و نامزدی‌ها
| نامزدی‌ها | فیلم                 |
| -------- | -------------------- |
| ۱۲       | سینما متروپل         |
| ۱۱       | اتاقک گلی            |
| ۱۰       | شماره ۱۰             |
| ۱۰       | یادگار جنوب          |
| ۹        | کت چرمی              |
| ۸        | در آغوش درخت         |
| ۷        | غریب                 |
| ۷        | بچه زرنگ             |
| ۵        | عطر آلود             |
| ۳        | آنها مرا دوست داشتند |
| ۳        | وابل                 |
| ۳        | سرهنگ ثریا           |
| ۳        | جنگل پرتقال          |
| ۲        | هفت بهار نارنج       |
| ۲        | بعد از رفتن          |
| ۲        | روایت ناتمام سیما    |

| تعداد جوایز | نام فیلم         |
| ----------- | ---------------- |
| ۵           | غریب             |
| ۴           | شماره ۱۰         |
| ۴           | اتاقک گلی        |
| ۳           | سینما متروپل     |
| ۲           | در آغوش درخت     |
| ۲           | یادگار جنوب      |
| ۱           | هفت بهار نارنج   |
| ۱           | کت چرمی          |
| ۱           | استاد            |
| ۱           | چرا گریه نمی‌کنی؟ |
| ۱           | گل‌های باوارده    |

## فیلم‌ها

### سودای سیمرغ
اعضای هیئت انتخاب شامل حبیب احمدزاده، رضا پورحسین، روح‌الله سهرابی، محمدرضا شرف‌الدین، پرویز شیخ طادی، محمدرضا عباسیان و محمدحسین نیرومند ۲۴ فیلم برای بخش سودای سیمرغ چهل و یکمین جشنواره فیلم فجر را انتخاب کردند.
- آنها مرا دوست داشتند (محمدرضا رحمانی)
- آه سرد (ناهید عزیزی)
- اتاقک گلی (محمد عسگری)
- استاد (سیدعماد حسینی)
- بعد از رفتن (رضا نجاتی)
- بچه زرنگ (بهنود نکویی ، هادی محمدیان و محمدجواد جنتی)
- پرونده باز است (کیومرث پوراحمد)
- جنگل پرتقال (آرمان خوانساریان)
- چرا گریه نمی‌کنی (علیرضا معتمدی)
- در آغوش درخت (بابک خواجه پاشا)
- روایت ناتمام سیما (علیرضا صمدی)
- سرهنگ ثریا (لیلی عاج)
- سینما متروپل (محمدعلی باشه‌آهنگر)
- شماره ۱۰ (حمید زرگرنژاد)
- عطر آلود (هادی مقدم‌دوست)
- غریب (محمدحسین لطیفی)
- کت چرمی (حسین میرزامحمدی)
- کاپیتان (محمد حمزه‌ای)
- گلهای باوارده (مهرداد خوشبخت)
- وابل (تورج اصلانی)
- های پاور (هادی محمدپور)
- هفت بهار نارنج (فرشاد گل‌سفیدی)
- هوک (حسین ریگی)
- یادگار جنوب (پدرام دوماری و حسین امیری)

#### فیلم‌های رزرو
- بهشت تبهکاران (مسعود جعفری جوزانی)
- اخت الرضا (سید مجتبی طباطبایی)
- جان جانان (شادی آفرین الهیاری)
- ۴۸ ساعت (ابوذر حیدری) (بعدا انصراف داد)[۶]

### فیلم‌های کوتاه
اعضای هیئت انتخاب و هیئت داوری شامل مریم اسمی‌خانی، دانش اقباشاوی، محمدرضا خردمندان، حسین دارابی و علی روئین‌تن، فیلم‌های کوتاه راه‌یافته به بخش مسابقه را به شرح ذیل اعلام کردند:
- اسماء (مصطفی آقامحمدلو)
- اندروا (امیر پذیرفته)
- برنو (محمد ثریا)
- جناکات (عطا مجابی)
- رنگارنگ (محمدرضا مرادی)
- غیرموجه (محمدرضا خاوری)
- قهوه‌خانه عاشیقلار (رضا جمالی)
- لابیرنت (محسن وحدانی)
- مریضخانه مرکزی (وحید نامی و نوید نامی)
- نوشابه مشکی (محمد پایدار)
- وقفه (مانا پاکسرشت)

## جشنواره جشنواره‌ها
فیلم‌های بخش جشنواره جشنواره‌ها به شرح زیر اعلام شده‌است.
| نام              | نام اصلی           | کارگردان                  | کشور               |
| ---------------- | ------------------ | ------------------------- | ------------------ |
| شورشی            | Rebel              | عادل العربی و بلال فلاح   | بلژیک و لوکزامبورگ |
| قبل، اکنون و بعد | Before, Now & Then | کامیلا اندینی             | اندونزی            |
| برای کشورم       | For My Country     | رشید حامی                 | فرانسه             |
| زندگی عاشقانه    | LOVE LIFE          | کوجی فوکادا               | ژاپن               |
| ر. م.ن.          | R.M.N.             | کریستیان مونجیو           | رومانی             |
| سنت عمر          | Saint Omer         | آلیس دیوپ                 | فرانسه             |
| توری و لوکیتا    | Tori and Lokita    | ژان پیر داردن و لوک داردن | بلژیک              |
| دفاع شخصی        | Self Defense       | آندره‌آ براگا              | آرژانتین           |
| بی‌سرزمین         | Landless           | تورج اصلانی               | سوریه و عراق       |
| شهر خاموش        | The WasteTown      | احمد بهرامی               | ایران              |
| زندگی و زندگی    | Life & Life        | علی قوی‌تن                 | ایران              |

### خروج فیلم‌ها از جشنواره
برادران داردن، کامیلا اندینی، کریستیان مونجیو و آلیس دیوپ اعلام کردند که از انتخاب فیلم‌های خود در این جشنواره بی‌اطلاع بوده‌اند و خواستار خروج فیلم‌هایشان از این جشنواره هستند.

## تحریم جشنواره
پس از کشته شدن مهسا امینی و ادامه خیزش سراسری این رویداد به صورت گسترده توسط فعالان سینما تحریم شد. برخی از فیلم‌سازان نیز که پیش از حوادث خیزش ۱۴۰۱ ایران ثبت‌نام کرده بودند از شرکت در جشنواره انصراف دادند. مانی حقیقی، کارگردان سینما نیز در پاسخ به وزیر ارشاد که از هنرمندان دعوت کرده بود تا در جشنواره فجر حضور پیدا کنند، با انتشار ویدئوی گفت: «عزادار درگذشت عزیزانمان هستیم و دوستان ما در زندان‌های شما هستند. وقت نداریم برایت برقصیم.»
بیش از نیمی از فیلم‌های این دوره محصول نهادهای حکومتی جمهوری اسلامی هستند و سازندگان آنها نخستین فیلم بلندشان را ساخته‌اند. بنیاد سینمایی فارابی سرمایه‌گذاری دست‌کم ۹ فیلم جنگل پرتقال، روایت ناتمام سیما، سینما متروپل، شماره ۱۰، بعد از رفتن، کت چرمی، کاپیتان، گل‌های باوارده و هوک را انجام داده‌است. سازمان سینمایی اوج سپاه پاسداران سرمایه‌گذار دو فیلم غریب و سرهنگ ثریا، بنیاد روایت فتح هم از نهادهای وابسته به سپاه پاسداران سرمایه‌گذار تولید فیلم اتاقک گلی، حوزه هنری سازمان تبلیغات اسلامی سرمایه‌گذار سه فیلم عطرآلود، در آغوش درخت و اخت الرضا، کانون پرورش فکری کودکان و نوجوانان و پدافند نیروی هوایی ارتش هم در سرمایه‌گذاری دو فیلم بچه زرنگ و های‌پاور هستند. این دوره جشنواره فیلم فجر به شکل آشکاری به نخستین دوره‌های این رویداد در دهه ۱۳۶۰ شباهت دارد.

## مراسم اختتامیه
مراسم اختتامیه در سالن همایش‌های برج میلاد تهران برگزار شد، اجرای برنامه را محمدرضا شهیدی‌فرد بر عهده داشت. این مراسم تحت تأثیر عدم حضور سینماگران سرشناسی قرار داشت که در این رویداد  شرکت نکردند. ابوالفضل پورعرب، هوشنگ توکلی، جهانگیر الماسی، عنایت بخشی، محمدحسین لطیفی، فرهاد قائمیان، و انسیه شاه‌حسینی از جمله چهره‌هایی بودند که در این مراسم حاضر شدند. محمد مهدی اسماعیلی، وزیر فرهنگ و ارشاد اسلامی، محمد خزاعی، رئیس سازمان سینمایی کشور، و تعداد دیگری از مقامات فرهنگی و هنری نیز در این مراسم شرکت داشتند.
تعدادی از برنده‌های شاخه‌های مختلف در مراسم اختتامیه شرکت نداشتند، از جمله پژمان جمشیدی که برای فیلم «یادگار جنوب» برنده دیپلم افتخار بهترین بازیگر مکمل مرد و نیز علی نصیریان که برای فیلم «هفت بهار نارنج» برنده جایزه بهترین بازیگر نقش اول مرد شد، پیشتر گفته بود که در مراسم اختتامیه شرکت نخواهد کرد. بابک حمیدیان بازیگر اصلی فیلم «غریب»، فیلمی که برنده جایزه قاسم سلیمانی شد، هم در این مراسم حضور نداشت.
سیمرغ بهترین بازیگر مرد جشنواره به مجید صالحی برای فیلم «شماره ۱۰» رسید. او با اشاره به رویدادهای اخیر در ایران و انتقاد از تفکرات حذفی برخی از «دوستان مدیر»، گفت که جایزه نقدی خود را به مردم خوی می‌دهد، و جایزه معنوی خود را هم «به همه دختران این سرزمین، همسرش که مادر است، و همه مادران ایران‌زمین تقدیم می‌کند.» سیمرغ بهترین بازیگر نقش اول زن به پردیس پورعابدینی برای فیلم «غریب» اهدا شد. او نیز در پاسخ به پرسش خبرنگاری دربارهٔ احساسش از دریافت این جایزه گفت: «هیچی.»